# Brachystelma elegantulum
Brachystelma elegantulum är en oleanderväxtart som beskrevs av Spencer Le Marchant Moore. Brachystelma elegantulum ingår i släktet Brachystelma och familjen oleanderväxter. Inga underarter finns listade i Catalogue of Life.